# Юрасов Михайло
Миха́йло Юра́сов  — київський архітектор 18 століття.
До його будов у стилі українського бароко належать: бурса Софійського монастиря (1763–1767), будинок ігумена Видубицького монастиря і будова вівтарної частини Михайлівського собору того ж монастиря (1770–1775).